# MIL-STD-461
MIL-STD-461
是一个用于检测装备电磁兼容性的 美国军用标准
。
目前已发布的MIL-STD-461已被多次修订。
许多军事合同需要遵守MIL-STD-461E的要求。
目前该标准的最新修订版本发布于2015年，被称为"MIL-STD-461G"。
诚然原理上来说该标准仅为美国军方所使用，但实际上除了美国军方以外的许多外国组织也在使用MIL-STD-461作为标准。
电磁兼容性测试实验室通常会将用于实验的消声室布置为符合MIL-STD-461标准.
测试实验室通常遵守这一标准有两个原因:
- 即使潜在客户没有要求测试必须遵守MIL-STD-461的规定，但是如果实验室环境符合（或是非常接近于符合）(相对严格的)MIL-STD-461标准，那么该实验室将非常轻松地符合(相对较为宽松的) FCC检测第15部分 和 其他国家的EMC检测标准，相比之下，只进行一个测试要比为多个不同的测试分别进行单独实验要更简单省事。
- 即使只有少数检测被强制要求符合MIL-STD-461的要求，在设计产品时直接参照最严格标准——即MIL-STD-461标准——要比同时跟踪多个不同版本的标准来进行设计简单。

在1999年，MIL-STD-462与MIL-STD-461D一同合并入MIL-STD-461E标准。

## 进一步阅读
- Mazzola, S. . 2009: 1–9. ISBN 978-1-4244-2347-7. doi:10.1109/LISAT.2009.5031566.
- Pierce, James D.  (Master's thesis.). Monterey, CA: Naval Postgraduate School. 2009.[]